# Pouilly-le-Monial
Pouilly-le-Monial este o comună în departamentul Rhône din sud-estul Franței. În 2009 avea o populație de 887 de locuitori.

## Evoluția populației
| An        | 1975 | 1982 | 1990 | 1999 | 2006 | 2009 |
| --------- | ---- | ---- | ---- | ---- | ---- | ---- |
| Populație | 535  | 598  | 654  | 721  | 824  | 887  |